# Кубок СССР по футболу 1950
11-й розыгрыш Кубка СССР состоялся в сентябре-ноябре 1950 года. Обладателем Кубка в пятый раз стал московский «Спартак». Предыдущий обладатель Кубка московское «Торпедо» выбыло из розыгрыша в 1/16 финала.
В финальных соревнования кубка СССР 1950 года участвовали 69 команд. Участники первенства в чемпионате СССР (группа «А» и группа «Б») — 33 команды, по 2 команды от 15 союзных республик игравшие в финальных играх кубка своей республики, 4 команды из кубка РСФСР и по 1 команде от Москвы и Ленинграда.
Кубки союзных республик, победители указаны первыми:
- Карело-Финская ССР — ДО (Петрозаводск) — «Динамо» (Петрозаводск)
- Эстонская ССР — КБФ (Таллин) — «Динамо» (Таллин)
- Латвийская ССР — ДО (Рига) — «Красный металлург» (Лиепая)
- Литовская ССР — «Эльняс» (Шяуляй) — «Инкарас» (Каунас)
- Белорусская ССР — ДО (Минск) — «Торпедо» (Минск)
- Украинская ССР — «Спартак» (Ужгород) — «Металлург» (Запорожье) — 4:2
- Молдавская ССР — «Буревестник» (Бендеры) — «Труд» (Кишинев)
- Грузинская ССР — ДО (Тбилиси) — Команда г. Махарадзе
- Армянская ССР — «Красное знамя» (Ленинакан) — команда г. Кировакана
- Азербайджанская ССР — «Трудовые резервы» (Баку) — «Динамо» (Степанакерт)
- Казахская ССР — «Динамо» (Джамбул) — «Цветные металлы» (Балхаш)
- Узбекская ССР — Завод машиностроения (Ташкент) — «Динамо» (Ташкент)
- Киргизская ССР — «Буревестник» (Фрунзе) — «Пищевик» (Чуйская область)
- Таджикская ССР — «Динамо» (Сталинабад) — «Красная Армия» (Сталинабад)
- Туркменская ССР — ДО (Ашхабад) — «Трудовые резервы» (Чарджоу)
- РСФСР — ДО (Свердловск) — «Трактор» (Таганрог) — 1:0, также 2 полуфиналиста ДО (Новосибирск) и Завод машиностроения (Тамбов)
- г. Москва — ЦДКА-2
- г. Ленинград — «Динамо»-2

## 1/128 финала
| Дата       | Команда 1             | Счёт | Команда 2               |
| ---------- | --------------------- | ---- | ----------------------- |
| 10.09.1950 | Буревестник (Фрунзе)  | 0:5  | Красное знамя (Иваново) |
| 10.09.1950 | Динамо (Ереван)       | 3:0  | Команда г. Махарадзе    |
| 10.09.1950 | Динамо (Петрозаводск) | 1:6  | Буревестник (Кишинев)   |
| 10.09.1950 | Динамо (Степанакерт)  | 0:2  | Пищевик (Одесса)        |
| 10.09.1950 | Трактор (Таганрог)    | 2:1  | Спартак (Тбилиси)       |

## 1/64 финала
| Дата       | Команда 1                      | Счёт     | Команда 2                     |
| ---------- | ------------------------------ | -------- | ----------------------------- |
| 28.09.1950 | Буревестник (Бендеры)          | 1:7      | Динамо (Минск)                |
| 03.10.1950 | Динамо (Джамбул)               | 1:2      | Нефтяник (Баку)               |
| 28.09.1950 | Динамо-2 (Ленинград)           | 1:7      | ВМС (Москва)                  |
| 28.09.1950 | ДО (Новосибирск)               | 5:0      | Спартак (Ашхабад)             |
| 28.09.1950 | Завод машиностроения (Ташкент) | 0:4      | Трактор (Таганрог)            |
| 28.09.1950 | Инкарас (Каунас)               | 1:3      | Динамо (Киев)                 |
| 28.09.1950 | Красное знамя (Иваново)        | 1:2      | Динамо (Ереван)               |
| 28.09.1950 | Металлург (Запорожье)          | 5:0      | Локомотив (Петрозаводск)      |
| 28.09.1950 | Пищевик (Одесса)               | 1:1 д.в. | Буревестник (Кишинев)         |
| 29.09.1950 | Пищевик (Одесса)               | 0:2      | Буревестник (Кишинев)         |
| 28.09.1950 | Спартак (Ужгород)              | 0:1      | Торпедо (Сталинград)          |
| 28.09.1950 | Трудовые резервы (Фрунзе)      | 17:0     | Пищевик (Фрунзенская область) |
| 28.09.1950 | Трудовые резервы (Чарджоу)     | +:-      | Большевик (Сталинабад)        |

## 1/32 финала
| Дата       | Команда 1                     | Счёт     | Команда 2                  |
| ---------- | ----------------------------- | -------- | -------------------------- |
| 02.10.1950 | ВМС (Москва)                  | 3:1      | Нефтяник (Баку)            |
| 02.10.1950 | Динамо (Ереван)               | 5:2 д.в. | Трактор (Таганрог)         |
| 02.10.1950 | Динамо (Минск)                | +:-      | Цветные металлы (Балхаш)   |
| 02.10.1950 | Динамо (Сталинабад)           | 0:4      | Буревестник (Кишинев)      |
| 02.10.1950 | Динамо (Таллин)               | 5:3      | Динамо (Алма-Ата)          |
| 02.10.1950 | Динамо (Ташкент)              | 0:8      | ВВС (Москва)               |
| 02.10.1950 | ДО (Ашхабад)                  | 1:5      | Крылья Советов (Куйбышев)  |
| 02.10.1950 | ДО (Минск)                    | 10:1     | Трудовые резервы (Чарджоу) |
| 02.10.1950 | ДО (Новосибирск)              | 4:1      | Трудовые резервы (Фрунзе)  |
| 02.10.1950 | ДО (Петрозаводск)             | 1:2      | Калев (Таллин)             |
| 02.10.1950 | ДО (Рига)                     | 1:2 д.в. | Динамо (Тбилиси)           |
| 02.10.1950 | ДО (Свердловск)               | 5:1      | Спартак (Вильнюс)          |
| 02.10.1950 | ДО (Тбилиси)                  | 5:3 д.в. | ЦДКА-2 (Москва)            |
| 02.10.1950 | Завод машиностроения (Тамбов) | 1:7      | Локомотив (Харьков)        |
| 02.10.1950 | КБФ (Таллин)                  | 2:4      | Динамо (Киев)              |
| 02.10.1950 | Команда г. Кировакана         | 0:1      | Дзержинец (Челябинск)      |
| 02.10.1950 | Красная Армия (Сталинабад)    | 0:1      | Торпедо (Горький)          |
| 02.10.1950 | Красное знамя (Ленинакан)     | 0:3      | Локомотив (Москва)         |
| 02.10.1950 | Красный металлург (Лиепая)    | 0:3      | Торпедо (Москва)           |
| 02.10.1950 | Металлург (Запорожье)         | 2:3      | Торпедо (Сталинград)       |
| 02.10.1950 | Торпедо (Минск)               | 2:3      | Даугава (Рига)             |
| 02.10.1950 | Труд (Кишинев)                | 0:10     | Шахтёр (Сталино)           |
| 02.10.1950 | Трудовые резервы (Баку)       | 3:3 д.в. | Динамо (Ленинград)         |
| 03.10.1950 | Трудовые резервы (Баку)       | 1:4      | Динамо (Ленинград)         |
| 02.10.1950 | Эльняс (Шяуляй)               | 2:3      | ДО (Ташкент)               |

## 1/16 финала
| Дата       | Команда 1                 | Счёт | Команда 2             |
| ---------- | ------------------------- | ---- | --------------------- |
| 16.10.1950 | ВМС (Москва)              | 2:3  | Буревестник (Кишинев) |
| 16.10.1950 | Даугава (Рига)            | 0:1  | Локомотив (Москва)    |
| 16.10.1950 | Дзержинец (Челябинск)     | 0:2  | ВВС (Москва)          |
| 16.10.1950 | Динамо (Киев)             | 2:3  | Динамо (Ереван)       |
| 16.10.1950 | Динамо (Минск)            | 2:1  | ДО (Новосибирск)      |
| 16.10.1950 | Динамо (Тбилиси)          | 3:1  | Торпедо (Москва)      |
| 16.10.1950 | ДО (Свердловск)           | 1:0  | Динамо (Ленинград)    |
| 16.10.1950 | Калев (Таллин)            | 3:0  | Динамо (Таллин)       |
| 16.10.1950 | Крылья Советов (Куйбышев) | 1:0  | ДО (Тбилиси)          |
| 16.10.1950 | Локомотив (Харьков)       | 0:2  | ДО (Ташкент)          |
| 16.10.1950 | Торпедо (Сталинград)      | 3:1  | ДО (Минск)            |
| 16.10.1950 | Шахтёр (Сталино)          | 2:1  | Торпедо (Горький)     |

## 1/8 финала
| Дата       | Команда 1                 | Счёт     | Команда 2             |
| ---------- | ------------------------- | -------- | --------------------- |
| 15.10.1950 | Крылья Советов (Куйбышев) | 0:0 д.в. | ДО (Ташкент)          |
| 16.10.1950 | Крылья Советов (Куйбышев) | 0:0 д.в. | ДО (Ташкент)          |
| 18.10.1950 | Крылья Советов (Куйбышев) | 2:0      | ДО (Ташкент)          |
| 24.10.1950 | ВВС (Москва)              | 2:1      | Динамо (Тбилиси)      |
| 24.10.1950 | Динамо (Москва)           | 7:0      | Динамо (Ереван)       |
| 24.10.1950 | Зенит (Ленинград)         | 3:1 д.в. | Динамо (Минск)        |
| 24.10.1950 | Калев (Таллин)            | 2:1      | ДО (Свердловск)       |
| 24.10.1950 | Локомотив (Москва)        | 3:1      | Шахтёр (Сталино)      |
| 24.10.1950 | Спартак (Москва)          | 7:0      | Буревестник (Кишинев) |
| 24.10.1950 | ЦДКА (Москва)             | 2:1      | Торпедо (Сталинград)  |

## 1/4 финала
| Дата       | Команда 1        | Счёт     | Команда 2                 |
| ---------- | ---------------- | -------- | ------------------------- |
| 23.10.1950 | ВВС (Москва)     | 0:1      | Крылья Советов (Куйбышев) |
| 27.10.1950 | Динамо (Москва)  | 3:2 д.в. | Локомотив (Москва)        |
| 27.10.1950 | Спартак (Москва) | 3:1      | Зенит (Ленинград)         |
| 23.10.1950 | ЦДКА (Москва)    | 2:0      | Калев (Таллин)            |

## 1/2 финала
| Дата       | Команда 1        | Счёт | Команда 2                 |
| ---------- | ---------------- | ---- | ------------------------- |
| 30.10.1950 | Спартак (Москва) | 4:0  | ЦДКА (Москва)             |
| 31.10.1950 | Динамо (Москва)  | 7:0  | Крылья Советов (Куйбышев) |

| 31 октября 1950 | \| Динамо (Москва) \| 7:0 (1:0) \| Крылья Советов (Куйбышев) \| \| Сальников 33′ · С. Соловьев 46′, 70′, 84′ · Трофимов 55′ · Бесков 62′, 74′ \| Голы \| \| | Стадион: Динамо, Москва Зрителей: 40 000 Судья: Пётр Белов (Ленинград) |
| Динамо: Хомич, Петров, А. Соколов, Васин, Блинков, Савдунин, Трофимов, Конов, Бесков (к), Сальников, С. Соловьев Главный тренер: Виктор Дубинин Крылья Советов: Корнилов, Скорохов, Мурзин (к), Ширяев, Карпов, Поздняков, Смыслов, Ворошилов, Гулевский, Новиков, Зайцев Главный тренер: Александр Абрамов | |                                                                        |
| Динамо (Москва) | 7:0 (1:0) | Крылья Советов (Куйбышев)                                              |
| Сальников 33′ · С. Соловьев 46′, 70′, 84′ · Трофимов 55′ · Бесков 62′, 74′ | Голы |                                                                        |

| 1 ноября 1950 | \| ЦДКА \| 0:4 (0:0) \| Спартак (Москва) \| \| Дёмин 86' \| Голы \| Дементьев 53′ (пен.) · Симонян 82′, 89′ · Паршин 85′ \| | Стадион: Динамо, Москва Зрителей: 75 000 Судья: Николай Латышев (Москва) |
| ЦДКА: Чанов, Чистохвалов, Башашкин, Нырков, Водягин, Родин, Чайчук, Николаев, Зайцевский (Коверзнев, 79'), Соловьев, Дёмин Главный тренер: Борис Аркадьев Спартак: Костиков, Сеглин, В. Соколов (к), Седов, Тимаков, Нетто, Парамонов, Терентьев (Паршин, 75'), Симонян, Н. Дементьев, Рысцов Главный тренер: Абрам Дангулов | |                                                                          |
| ЦДКА | 0:4 (0:0) | Спартак (Москва)                                                         |
| Дёмин 86' | Голы | Дементьев 53′ (пен.) · Симонян 82′, 89′ · Паршин 85′                     |

## Финал
| 6 ноября 1950 | \| Спартак (Москва) \| 3:0 (2:0) \| Динамо (Москва) \| \| Тимаков 35', Терентьев 40', Н. Дементьев 66' \| Голы \| \| | Стадион: Динамо, Москва Зрителей: 70 000 Судья: Латышев (Москва) |
| Спартак: Костиков, Сеглин, В. Соколов (к), Седов, Тимаков, Нетто, Парамонов, Терентьев, Симонян, Н. Дементьев, Рысцов Главный тренер: Абрам Дангулов Динамо: Саная, Петров, Зябликов, А. Соколов, Блинков, Савдунин, Трофимов, Конов, Бесков (к), Сальников, С. Соловьев Главный тренер: Виктор Дубинин | |                                                                  |
| Спартак (Москва) | 3:0 (2:0) | Динамо (Москва)                                                  |
| Тимаков 35', Терентьев 40', Н. Дементьев 66' | Голы |                                                                  |